# Scout (Spiel)
Scout ist ein Kartenauslagespiel des japanischen Spieleautors Kei Kajino (Künstlername für Keijiro Sekiya), das 2019 bei dem japanischen Verlag One More Game! erschienen ist. 2021 erschien es in einer multilingualen Version bei Oink Games und wurde 2022 neben Cascadia und Top Ten für den Kritikerpreis Spiel des Jahres nominiert. Bei der Wahl zum Deutschen Spielepreis landete es auf dem achten Platz.

## Thema und Ausstattung
Bei Scout versuchen die Mitspieler in der Rolle eines Zirkusdirektors eine möglichst attraktive Zirkusshow zusammenzustellen. Sie nutzen dafür Zahlenkarten, die sie aus der Hand ausspielen, um möglichst hochwertige Kartenfolgen in der Auslage zu bilden. Wie bei Bohnanza und Krass Kariert darf die Reihenfolge der Karten auf der Kartenhand nicht verändert werden. Das Spielmaterial besteht neben einer Spielanleitung aus 45 Karten, 23 Scout-Chips, 5 Scout-&-Show-Chips, 30 Punktechips sowie einem Startspielerplättchen. Die Karten sind jeweils diagonal in zwei Hälften geteilt und haben auf den beiden Hälften jeweils einen anderen Wert.

## Spielweise
Zu Beginn des Spiels wird die Anzahl der Karten an die Spielerzahl angepasst. Ein Startspieler bekommt den Startspielermarker, zudem bekommt jeder Spieler einen Scout-&-Show-Chips. Je nach Spieleranzahl bekommen die Mitspieler neun bis zwölf Karten, die sie erst auf die Hand nehmen, wenn alle Karten verteilt sind. Nach der Aufnahme dürfen die Spieler die Reihenfolge der Karten nicht verändern und dürfen ihre Kartenhand einmal umdrehen, um mit der für sie günstigeren Seite zu spielen.
Die Spieler spielen im Uhrzeigersinn und sie können jeweils eine von drei Aktionen wählen, die als „Show“, „Scout“ und „Scout & Show“ bezeichnet werden:
- Wählt der Spieler „Show“, spielt er Karten aus der Hand aus. Um Karten auszuspielen, muss er diese zusammenhängend aus der Hand spielen – sie müssen dafür auf der Hand aus einer Reihe aufeinanderfolgenden Zahlen oder gleichen Zahlen nebeneinander stehen. Wenn bereits eine Serie ausgelegt wurde, muss die Show diese an Wert übertreffen, um ausgespielt zu werden. Grundsätzlich hat eine Folge einen höheren Wert, wenn sie aus mehr Karten bestehen. Bei gleicher Kartenzahl zählt eine Serie gleicher Zahlen mehr als eine Zahlenfolge und bei gleich langen Zahlenfolgen untereinander gewinnt die Serie mit der höheren Summe der Kartenwerte. Wenn die Karten ausgelegt sind, nimmt sich der Spieler die Karten der bisherigen aktuellen Kartenauslage und legt sie verdeckt vor sich ab.[1]
- Wählt der Spieler „Scout“, nimmt er eine Karte der aktuellen Auslage auf und ergänzt sie an beliebiger Stelle seiner Kartenhand. Bei einer Zahlenfolge darf er nur eine Karte am Anfang oder am Ende der Folge nehmen. Die aufgenommene Karte darf der Spieler umdrehen und an beliebiger Stelle seiner Kartenhand einfügen. Der Besitzer der aktuell ausliegenden Serie nimmt sich in diesem Fall einen Scout-Chip und legt ihn vor sich ab. Die aktuelle Serie bleibt liegen, solang sie noch aus mindestens einer Karte besteht.[1]
- einmal pro Spiel darf der Spieler eine „Scout & Show“-Aktion spielen. Dafür legt er seinen „Scout & Show“-Chip ab und führt erst eine „Scout“-Aktion und dann eine „Show“-Aktion.[1]

Eine Spielrunde endet, wenn ein Spieler nach einer „Show“-Aktion alle Karten ausgespielt hat. Alternativ endet eine Runde, wenn niemand die aktuelle Show überbieten kann und jeder Spieler die „Scout“-Aktion wählt. Nach dem Rundenende werden die Punkte gewertet, wobei jeder Spieler für jede gewonnene Karte und für jeden Scout-Chip je einen Punkt bekommt. Für verbliebene Handkarten am Rundenende bekommen die Spieler entsprechende Minuspunkte.

## Entwicklung
Das Spiel Scout wurde von dem japanischen Spieleautor Kei Kajino entwickelt und 2019 von dem Verlag One More Game! auf Japanisch und Englisch veröffentlicht. 2021 erschien es bei Oink Games in einer multilingualen Version auf Englisch, Französisch, Deutsch und Spanisch, zudem veröffentlichte Popcorn Games 2022 eine Version auf Koreanisch.

## Rezeption
Das Spiel wurde auf mehreren Plattformen positiv bewertet. Udo Bartsch bezeichnet das Spiel in seinem Blog „Rezensionen für Millionen“ als „außerordentlich“. Den Kritiker Harald Schrapers „überzeugt dieses schnelle Kartenspiel, das an Abluxxen und Krass Kariert erinnert, mit seinem ungewöhnlichen und wirklich raffinierten Mechanismus uneingeschränkt, denn es sorgt für Emotionen am Spieltisch.“
Peter Neugebauer schrieb in der Fairplay, dass er „glaube, dass im Genre der Kartenspiele eine kleine Perle das Licht der Welt erblickt, die sich zu Großem entwickeln könnte“ und er „empfiehlt jedem Freund von Kartenspielen, hier tiefer einzutauchen.“ Er kritisierte allerdings „die Kartenqualität ‚Made in China‘, die auf den ersten Blick ganz ordentlich“ sei, „allerdings bleiben Fingerabdrücke auf den Kartenoberflächen zurück.“
Im Mai 2022 wurde Scout gemeinsam mit den Spielen Cascadia und Top Ten für das Spiel des Jahres nominiert. Die Jury begründet ihre Einschätzung wie folgt:

„Die Emotionen schlagen Salto, wenn es einem gelingt, die Kartenhand geschickt vorzubereiten und im richtigen Moment die perfekte Show abzuliefern. Die kurze Spieldauer sorgt dafür, dass „Scout“ auch trotz des vorhandenen Glücksfaktors nie frustriert. Das in seiner Einfachheit unscheinbar wirkende Spielprinzip entfaltet schnell einen Sog, der die Gruppe nach dem letzten Akt nach weiteren Zugaben rufen lässt.“

Wieland Herold attestiert dem Spiel in der spielbox äußerst originelle Ansätze und benennt damit die „Anfangsentscheidung mit dem drehbaren Blatt“ und vor allem „das Scouting selbst, da die damit verbundene verbundene Schwächung der Hauptauslage einerseits hilft, die (anfangs) chaotische Kartenhand zu ordnen, andererseits aber das Überbieten leichter macht.“ Er bewertet das Spiel mit 8 von 10 Punkten. Eike Risto stellte das Spiel im Juli 2022 beim WDR 2 als „Kartenspiel mit unverbrauchten Ideen, das sich sofort wie ein Klassiker anfühlt“ vor und empfiehlt es vor allem für „Fans klassischer Kartenspiele“. Zugleich stellt er heraus, dass, „wer mit reinen Kartenspielen nicht glücklich wird, […] sich von Scout nicht zu viel versprechen [braucht,] Können und Glück sind hier gleichrangig, das schöne Thema Zirkus leider nur ein hauchdünner Anstrich.“ In der Spieledatenbank BoardGameGeek verzeichnet Scout ein Rating von 7,7 (von 10) bei mehr als 2800 Bewertungen (Stand Oktober 2022).

## Belege
1. 1 2 3 4 5 6 7  Spielanleitung Scout, Oink Games 2021
2. ↑  Scout, Versionen bei BoardGameGeek. Abgerufen am 11. Juni 2022.
3. ↑  Udo Bartsch: Scout, Rezension auf „Rezensionen für Millionen“, 12. Januar 2022; abgerufen am 11. Juni 2022.
4. ↑  Harald Schrapers: Scout, Rezension auf „games we play“; abgerufen am 11. Juni 2019.
5. ↑  Peter Neugebauer: Fairplay Nr. 138, 2022, S. 52f.
6. 1 2  Scout auf der Website des Spiel des Jahres e.V.; abgerufen am 21. Mai 2019.
7. ↑  Wieland Herold: Scout: Originelles Scoutung. In: spielbox 7/2021, S. 13.
8. ↑  Scout – Ein Kunststück von Kartenspiel bei WDR 2 Spiele; abgerufen am 5. Oktober 2022.
9. ↑  Ratings & Comments für Scout in der Spieledatenbank BoardGameGeek (englisch); abgerufen am 30. Oktober 2022.